# NGC 2622
NGC 2622 (другие обозначения — MCG 4-21-8, MK 1218, ZWG 120.13, PGC 24269) — спиральная галактика (Sb) в созвездии Рака. Открыта Альбертом Мартом в 1865 году.
Галактика гравитационно взаимодействует с галактикой PGC 24266. NGC 2622 относится к сейфертовским галактикам, причём между 1981 и 1984 годами наблюдалась смена её класса с сейфертовской типа 1.8 на сейфертовскую типа 1. Также наблюдается переменность интенсивности излучения в рентнеговском диапазоне. Излучение галактики в значительной степени поляризовано, что указывает на рассеяние этого излучения частицами пыли.
Этот объект входит в число перечисленных в оригинальной редакции «Нового общего каталога».